# 550 ق م
550 ق م أو 550 قبل الميلاد هي سنة من العقد 55 ق م في التقويم اليولياني البروليبتي (التقويم الميلادي). تسبقها سنة 551 ق م وتليها سنة 549 ق م.

## أحداث
- ماجو الأول يبدأ حكم قرطاج.[5]
- الانتهاء من بناء معبد أرتميس في آرتميس.
- كورش الكبير ملك فارس يخلع من جده أستياجيس عن الحكم ويؤسس للإمبراطورية الأخمينية.
- غوتاما بودا يؤسس ديانة البوذية في شمال الهند.[6]

## مواليد
- دارا الأول الملك الأخميني الثالث.
- هكتيوس الملطي مؤرخ يوناني.
- ملتيادس قائد يوناني كبير الشأن في التاريخ.
- أتوسا إمبراطورة أخمينية وابنة كورش العظيم و كاساندان.

## كتب
- Yves Denis Papin (1998). Chronologie de l'histoire ancienne. Lieu de publication non identifié: Éditions Jean-paul Gisserot. ISBN:2-87747-346-5. OCLC:40746926. مؤرشف من الأصل في 2022-03-16.
- أحمد محمد عوف (2000)، موسوعة حضارة العالم، QID:Q12246226

## وصلات خارجية
- صفحة السنة على موقع onthisday.com
- سنة 550 ق م على موقع المكتبة الوطنية الفرنسية